# Alphonse Trémeau de Rochebrune
Pour les articles homonymes, voir Tremeau et Rochebrune.
Alphonse Amédée Trémeau de Rochebrune, né le 18 septembre 1836 à Saint-Savin et mort le 23 avril 1912 à Paris, est un botaniste, malacologiste et un zoologiste français.

## Biographie
Fils d’un conservateur du muséum d’Angoulême, Trémeau devient médecin-militaire et obtient le rang d’aide-major en 1870. Après l’obtention de son titre de docteur en 1874, il part en Afrique à Saint-Louis.
En 1878, il entre au Muséum national d'histoire naturelle comme préparateur dans le laboratoire d’anthropologie, puis remplace Victor Bertin, aide-naturaliste du laboratoire des mollusques, des vers et des zoophytes, après la mort de celui-ci. Il occupe cette fonction jusqu’à son départ à la retraite en 1911. Il aborde, dans ses cent-cinquante publications, les sujets les plus variés : de la géologie à la paléontologie, de la botanique à la malacologie. On peut notamment citer son Catalogue des plantes phanérogames qui croissent spontanément dans le département de la Charente (1860), réalisé avec Paul Alexandre Savatier (d).
En 1882-1883, lors de l'expédition scientifique dans les mers du Sud et le cap Horn, avec le malacologiste français Jules François Mabille. Ils décrivent de nombreuses nouvelles espèces de mollusques. En 1889, il rédigera des rapports sur ses recherches approfondies. Étude après étude, la connaissance des mollusques progresse.
Il découvrit pour la première fois une lampe paléolithique en 1854, à La Chaire-à-Calvin.

## Sources
- (en) Kraig Adler, Contributions to the history of herpetology, vol. 2 : Issued to commemorate the Society's 50th anniversary meeting, Saint Louis 2007, St. Louis, Mo, Society for the Study of Amphibians and Reptiles, 2007, 389 p. (ISBN 978-0-9169-8471-7, OCLC 254232874).
- Benoît Dayrat, Les Botanistes et la Flore de France : trois siècles de découvertes, Paris, Publications scientifiques du Muséum national d’histoire naturelle, 2003, 690 p. (ISBN 978-2-85653-548-6, OCLC 936937606).
- Catherine Perlès, Préhistoire du feu, Paris, Masson, 1977, 182 p., 24 cm (ISBN 978-2-22546-002-9, OCLC 849338219).
- Philippe Jaussaud et Édouard R. Brygoo, Du Jardin au Muséum en 516 biographies, Paris, Muséum national d’histoire naturelle de Paris, 2004, 630 p., 24 cm (ISBN 978-2-85653-565-3, OCLC 150306209).